# Ʌ̃
Cette page contient des caractères spéciaux ou non latins. S’ils s’affichent mal (▯, ?, etc.), consultez la page d’aide Unicode.
Ʌ̃ (minuscule ʌ̃), appelé V culbuté tilde, est une lettre additionnelle qui est utilisée dans l’écriture du wounaan au Panama et en Colombie et de l’emberá darién au Panama. Il est composé d’un V culbuté diacrité d’un tilde.

## Représentation informatique
Le V culbuté tilde peut être représenté avec les caractères Unicode suivants :
| formes    | représentations | chaînes de caractères | points de code | descriptions                                        |
| --------- | --------------- | --------------------- | -------------- | --------------------------------------------------- |
| capitale  | Ʌ̃               | Ʌ◌̃                    | U+0245 U+0303  | lettre majuscule latine v culbuté diacritique tilde |
| minuscule | ʌ̃               | ʌ◌̃                    | U+028C U+0303  | lettre minuscule latine v culbuté diacritique tilde |